# دراگولیوب یرمیچ
دراگولیوب یرمیچ (صربی: Dragoljub Jeremić؛ ۹ اوت ۱۹۷۸ – ۱۲ مارس ۲۰۲۲) بازیکن فوتبال اهل صربستان بود.
از باشگاه‌هایی که در آن بازی کرده‌است می‌توان به باشگاه فوتبال رابوتنیچکی و باشگاه فوتبال پارتیزان اشاره کرد.
وی همچنین در تیم ملی فوتبال صربستان و مونته‌نگرو بازی کرده‌است.